# Jon Robert Holden
Jon Robert Holden (en ruso Джон Ро́берт Хо́лден, n. Pittsburgh, Pensilvania; 10 de agosto de 1976) es un exjugador de baloncesto estadounidense, nacionalizado ruso en 2003 que jugó casi toda su carrera en el CSKA Moscú de la Superliga Rusa y fue miembro de la selección rusa. Mide 1,85 metros y jugaba en la posición de base.

## Biografía
John Robert Holden llegó a Europa en 1998 al terminar su carrera universitaria (en Bucknell) contratado por el ASK Broceni Riga de Letonia con un sueldo de 3000 dólares. 
Pasó por Letonia (Broceni), Bélgica (Ostende) y Grecia (AEK) antes de llegar a la Superliga rusa en 2002 al CSKA de Moscú.
Jugó con el CSKA Moscú contra Philadelphia 76ers en una exhibición en 2006 en Colonia (Alemania) como parte de NBA EA Sports Live de ese año.
Fue el cuarto jugador de la historia en pasar la barrera de los 2000 puntos encestados en la Euroliga.

## Logros y reconocimientos
- Fue nombrado en 2003 Jugador del Año de la Superliga rusa.
- Ganador de la Euroliga con el CSKA en 2006.
- Ganador del Eurobasket de España 2007 con el equipo nacional ruso. 
  - En la final del Eurobasket de España Holden lanzó y metió la canasta decisiva para derrotar a la selección española por 59-60.

## Vida personal
El 20 de octubre de 2003, Holden se convirtió en ciudadano ruso por decreto del Presidente Vladímir Putin. Este movimiento fue provocado por las nuevas regulaciones de la Federación de Baloncesto rusa que restringía el número de extranjeros, y expresamente de estadounidenses, que podían llegar a tener los equipos rusos. En respuesta a esta regulación, el presidente del CSKA Sergei Kushchenko acarició la idea de que Holden obtuviera la adquisición de la ciudadanía y el alcalde de Moscú Yury Luzhkov y el Comité Ruso Estatal Deportivo escribieron cartas en apoyo del decreto de Putin. Holden actualmente mantiene la doble ciudadanía estadounidense y rusa.